# Gilbert Durand
Gilbert Durand (Chambéry, 1º maggio 1921 – Rumilly, 7 dicembre 2012) è stato un antropologo e saggista francese.

## Biografia
Tra i principali studiosi dell'immaginario e di mitologia, dopo aver partecipato alla resistenza francese, ha insegnato antropologia culturale e sociologia all'Università di Grenoble dal 1947 al 1956.
Discepolo di Gaston Bachelard, Henry Corbin e Carl Gustav Jung, ha fondato con Léon Cellier e Paul Deschamps il "Centre de recherche sur l'imaginaire" (nel 1966) che ha conquistato fama mondiale, soprattutto dopo il successo del suo libro Les structures anthropologiques de l'imaginaire. Introduction à l'archétypologie générale (prima ed. 1960 e successive).
Maestro di Michel Maffesoli e di Michel Gaucher, Durand è stato anche membro del circolo Eranos, e ha collaborato a riviste quali Cahiers de l'Herne, Eranos Jahrbuch, Mercure de France, Cahiers de l'imaginaire, Cahiers internationaux de symbolisme, Cahiers de l'Université Saint-Jean de Jérusalem, Sociétés, Esprit, Cahiers internationaux de sociologie, Spring, Asahi Shinbun, L'immaginale, Téménos ecc.
Dal 1970 al 1973 ha fatto parte degli insegnanti dell'Istituto ticinese di alti studi a Lugano. Nel 2007 gli è stata conferita la Legion d'onore.
Muore il 7 dicembre 2012 all'età di 91 anni.
Gilbert Durand è stato membro della Massoneria, come ha confermato dopo la sua morte il suo allievo Michel Maffesoli. 
Come scrive Massimo Introvigne: "In una chiave analoga, Durand critica anche la massoneria moderna, che sarebbe diventata un'organizzazione politica e razionalista perdendo il ruolo di contenitore di miti e di leggende che avrebbe avuto in alcune sue incarnazioni settecentesche. Si spiega così il suo tentativo, nel 1973, di rifondare — insieme all'etnologo Jean Servier(1918–2000) — una loggia massonica di tipo "arcaico", Les Trois Mortiers di Chambéry, che era stata nel Settecento un'istituzione tipica della Savoia e di cui aveva fatto parte in un certo periodo della sua vita Joseph de Maistre (1753–1821), di cui lo stesso Durand ricostruirà con passione la carriera nella massoneria.".

## Opere
- Les Structures anthropologiques de l'imaginaire, Grenoble: Allier, 1960; Paris: P.U.F., 1963; Paris: Dunod, 1969; trad. Ettore Catalano, Le strutture antropologiche dell'immaginario: introduzione all'archetipologia generale, Bari: Dedalo, 1972; n. ed. 1984; 2009 ISBN 88-220-0112-5 ISBN 978-88-220-0244-0
- Le Décor mythique de la «Chartreuse de Parme», Paris: José Corti, 1961
- L'Imagination symbolique, Paris: P.U.F., 1964; trad. Giovanni Rossetto, L'immaginazione simbolica, Roma: Il pensiero scientifico, 1977; trad. Anna Chiara Peduzzi, L'immaginazione simbolica, Como: Red, 1999 ISBN 88-7031-645-9
- Prefazione a René Alleau, Encyclopedie de la divination, Tchou, 1965
- Le grands textes de la sociologie moderne, Paris: Bordas, 1969
- Prefazione a Michel Maffesoli, La conquête du present: pour une sociologie de la vie quotidienne, Paris: P.U.F., 1979
- Sciences de l'homme et tradition. Le nouvel esprit anthropologique, Paris: Albin Michel, 1975; Paris: Berg International, 1980
- Figures mythiques et visages de l'œuvre. De la mythocritique à la mythanalyse, Paris: Berg International, 1979; Paris: Dunod, 1992
- L'Âme tigrée, les pluriels de psyché, Paris: Denoël, 1981; trad. Davide Navarria, L'anima tigrata. I plurali di Psyché, Milano, Mimesis 2017
- "Le retour des immortels", in Jean-Bertrand Pontalis (a cura di), Le temps de la réflexion, Paris: Gallimard, 1982
- Prefazione a Paul Sebillot, Le ciel, la nuit et les esprits de l'air, Paris: Imago, 1982
- La Foi du cordonnier, Paris: Denoël, 1984
- "Le fondements de la création littéraire", in Encyclopœdia Universalis, supplemento II: "Les enjeux", 1984
- "Archétype et mythe", in Mythes et croyances du monde entier, vol. V, Lidis-Brépols, 1985
- "Images and Imagination", in Mircea Eliade (a cura di), The Encyclopedia of Religion, New York: Macmillan, 1986
- (con Simone Vierne), Le Mythe et le Mythique, Paris: Albin Michel, 1987
- "L'homme religieux et ses symboles" in Julien Ries (a cura di), Trattato di antropologia del sacro, Milano: Jaca Book, 1988
- Beaux-arts et archétypes. La religion de l'art, Paris: P.U.F., 1989
- L'Imaginaire. Essai sur les sciences et la philosophie de l'image, Paris: Hatier, 1994; trad. Anna Chiara Peduzzi, L'immaginario: scienza e filosofia dell'immagine, Como: Red, 1996
- Introduction à la mythodologie. Mythes et sociétés, Paris: Albin Michel, 1996
- Champs de l'imaginaire, a cura di Danièle Chauvin, Grenoble: Ellug, 1996; trad. Davide Navarria, Campi dell'immaginario, Milano, Mimesis 2018
- (con Sun Chaoying), Mythes, thèmes et variations, Paris: Desclée de Brouwer, 2000
- Les Mythes fondateurs de la franc-maçonnerie, Paris: Dervy, 2002